# Ministère des Transports (Russie)
Pour les autres articles nationaux ou selon les autres juridictions, voir Ministère des Transports.
Le ministère des Transports de la fédération de Russie (Министерство транспорта Российской Федерации) est un ministère du gouvernement de la Russie responsable des transports.
Le ministère des Transports supervise le transport routier, les chemin de fers, l'aviation commerciale, le transport maritime, le transport fluvial et les systèmes de métro urbains en Russie. Le ministère élabore les politiques publiques et les réglementations juridiques, et supervise également l'arpentage, la cartographie et la dénomination des objets géographiques. Le siège du ministère des Transports se situe dans le raïon Mechtchanski à Moscou.
Le ministère des Transports est créé en 1809 en tant que ministère des Transports ferroviaires de l'Empire russe et devient plus tard le commissariat du peuple aux Chemins de fer de l'URSS. Il est réformé en ministère des Chemins de fer en 1946 et étend ensuite son autorité pour devenir le ministère des Transports de l'URSS. Il est rétabli en tant que ministère des Transports de la république socialiste fédérative soviétique de Russie après la dissolution de l'URSS en 1991 et reçoit son nom actuel lorsque l'État est rebaptisé fédération de Russie le 25 décembre 1991. Le ministère des Transports est fusionné avec le ministère des Communications et de l'Information pendant une brève période en tant que ministère éphémère des Transports et des Communications du 9 mars au 20 mai 2004.
Roman Starovoït est ministre des Transports du 14 mai 2024 au 7 juillet 2025, date à laquelle il est remplacé par Andreï Nikitine.

## Agences subordonnées
- Service fédéral de surveillance des transports (« Rostransnadzor » ; Федеральная служба по надзору в сфере транспорта, Ространснадзор). Formé en 2004.
- Agence fédérale du transport aérien (FATA) (« Rosaviatsia » ; Федеральное агентство воздушного транспорта, Росавиация). Formée en 1964 en tant que ministère du Transport aérien civil en Union soviétique, responsable de l'inspection du transport aérien civil. Noms précédents : Département du transport aérien relevant du ministère des Transports (1991–1995), Service fédéral de l'air (1996–1998), Service fédéral du transport aérien (1999), Service d'État de l'aviation civile (2000–2003). Depuis 2004, elle porte son nom actuel.
- Agence fédérale des routes (« Rosavtodor » ; Федеральное дорожное агентство, Росавтодор)
- Agence fédérale du transport ferroviaire (« Rosjeldor » ; Федеральное агентство железнодорожного транспорта), formée en 2004 sur la base de l'ancien ministère des Chemins de fer qui est dissous.
- Agence fédérale du transport maritime et fluvial (« Rosmorretchflot » ; Федеральное агентство морского и речного транспорта, Росморречфлот).

## Ministres des Transports de la fédération de Russie
| Vitali Efimov    | 1990-1996                |
| Nikolaï Tsakh    | 1996-1998                |
| Sergueï Frank    | 1998-2004                |
| Igor Levitine    | 2004-2012                |
| Maksim Sokolov   | 2012-2018                |
| Evgueni Dietrich | 2018-2020                |
| Vitali Saveliev  | 2020-2024                |
| Roman Starovoït  | 2024- 7 juillet 2025     |
| Andreï Nikitine  | Depuis le 7 juillet 2025 |